# کوشچیژن ویلکی
کوشچیژن ویلکی (به لهستانی:  Kościerzyn Wielki) یک روستا در لهستان است که در گمینا وژسک واقع شده‌است.
 کوشچیژن ویلکی  ۳۷۳ نفر جمعیت دارد.